# 惠洞水库
惠洞水库是中国广西壮族自治区百色市田阳县五村镇境内的一座水库，位于右江流域惠洞河上，建于1960年。水库正常库容为1542万立方米，集雨面积为23平方千米，海拔为834.2米。